# Форма звертання
Форма звертання — спосіб звертання до відповідної особи, що є офіційною, юридичною або історичною визнаною формою звернення і часто може використовуватися разом із іменем (прізвищем).
Це може бути титул, ранг, звання чи інший спеціальний термін, що підкреслює гідність, надану конкретній особі чи групі людей, відзначаючи їх положення в ієрархії, суспільстві чи на службі, конкретній професії, займаній посаді, рівню освіти або з інших причин.
Форма звертання може бути строковою (на якийсь термін), довічною або спадковою.
Форма звертання, за традицією чи законом, передує ПІБ людини, яка обіймає посаду чи має відповідний статус, а іноді використовується для позначення самої установи, структури чи роду занять.
Почесна форма звертання також може бути надана одній, конкретній особі. Такі титули зазвичай надаються монархіями, де їх може використовувати дружина (чоловік) монаршої особи, які до цього не мали відповідних титулів й використовують їх протягом тривалості їхнього шлюбу. Спеціальні форми звертання також застосовуються для президентів республік та у багатьох країнах для членів законодавчих чи виконавчих вищих органів держави, суддів вищого рангу та вищих посадових осіб Конституційного суду. Провідні релігійні діячі також мають свої спеціальні форми звертання.
Історично, протягом століть у багатьох форм звертань або титулів, у різних країнах, існували певні формальні або неофіційні почесні чи ґречні стилі звернення. До ХХ ст. активно розвивалася система фраз та звертань відповідна до посад, функцій чи соціального статусу.
На початку ХХІ століття суворе дотримання форм звертання, відповідно до титулів й посад, залишились лише в країнах-монархіях.
В більшості країн збереглися лише фрази, які мають значення ввічливості у дипломатичних відносинах або ті, що підкреслюють важливість особи та її посаду в інших офіційних заходах. Ці терміни використовуються також в офіційній документації, офіційних листах, зверненням або під час урочистих церемоній.
Повний перелік форм звертання (титулатура) формується в кожній країні індивідуально, в залежності від історичної практики, традицій застосування та інших факторів. Проте, загальною тенденцію є те, що за ХХ століття форми звертання поступово спрощувалися, а їх кількість зменшувався відповідно до духу егалітаризму.

## Урядовці
Форми звертання до дипломатів та урядовців:
- Дипломати.
  - Його Найпревелебніша Екселенція (His Most Reverend Excellency) — апостольський нунцій, чий ранг дорівнює рівню надзвичайного та повноважного посла, і одночасно він є вищим прелатом.
  - Його Екселенція (His/Her Excellency) — більшість послів, високі комісари та постійні представники в міжнародних організаціях; іноді також президенти республік, генерал-губернатори, губернатори провінцій та прем'єр-міністри.
  - Достойний пане посол або Високодостойний пане амбасадоре (The Honorable Mr./Madam Ambassador) — звертання до послів США. Також до американських послів можна звертатись «Ваша Екселенція» (особам, які не є громадянами США).

- Президент.
  - До президентів прийнято звертатись: Ваша Високодостойносте Пане Президенте; Вельмидостойний Пане Президенте; Вельмишановний Пане Президенте або Ваша Екселенція.

- Професії. У сучасному діловому мовлені прийнято звертатись до адресата використовуючи його звання чи професію:
  - Вельмишановний професоре
  - Шановний лікарю
  - Ваша честь пане суддя
  - Пане полковнику
  - Пане вчителю, тощо.

Відповідно до традиційного титульного пріоритету, найважливішими є титули тих осіб, що в даний час займають офіційні посади. Інше правило також полягає в тому, що титули, які не можна втратити, є більш важливими, титулів, які є тимчасовими. В той же час військові звання є більш важливими за цивільні.
Також вважається правильним, коли людина в офіційному діловодстві не підписує себе тою формою звернення, якою до неї прийнято звертатись (директор, лікар, професор, суддя, тощо). Виняток становлять доктор наук (PhD) та деякі інші офіційні, релігійні та монархічні титули.
До керівників центральних органів державної влади, а також в цілому до високоповажних осіб застосовують наступні форми звертання: високодостойний, високоповажний, вельмидостойний, вельмишановний, вельмиповажний (пане), тощо.

## Релігійні діячі
До церковних осіб прийняті наступні форми звертання:
- Ваша Всесвятосте (His All Holiness) — до Вселенського (Константинопольського) патріарха.
- Ваша Святосте (His Holiness) — до Папи Римського, Далай Лами, православних, греко-католицьких, вірменських та інш. патріархів.
- Ага-хан — до імамів та інших вищих релігійних лідерів ісламу.
- Ваше Блаженство або Блаженніший — до православних та греко-католицьких митрополитів і архієпископів – предстоятелів помісних церков).
- Ваша Екселенція — до кардиналів.
- Ваша Еміненціє — до православних і католицьких архієпископів та митрополитів.
- Ваша Високопревелебносте або Найпревелебніший владико — до митрополитів, єпископів, архімандритів.
- Всесвітліший отче — до священників, які мають ступінь доктора, а також до ректорів семінарій.
- Всечесніший отче — до священників.
- Отче — до священників, ієреїв та протоієреїв. Також можуть додаватись уточнюючи звертання: «Отче декане»; «Отче митрате» — до митрофорного протоієрея, тощо.
- Паніматко або Матінко — до дружини священника.
- Слава Ісусу Христу! (Христос народився!; Христос воскрес!) — християнські привітання.

## Монархи
Форми звертання до монархів змінюють в залежності від країни та історичного періоду.
В Середні Віки до королів європейських країн звертались: Ваша Ясність, Ваша Милість, Ваша Ясновельможність. Починаючи з 16 ст. королі почали приймати титул «Ваша Величність» (His/Her Majesty), який до цього використовувався тільки як звертання до Бога і Батьківщини.
В кожній монархії є свої особливості щодо титулування монарха, його нащадків та повного титулу суверена.
Крім того, відповідно до загальноприйнятої традиції, монархи, які перестали правити, але не відмовилися від своїх спадкових титулів, зберігають використання свого титулу та форми протягом життя. Наприклад скинутого короля Греції продовжують називати Його Величність король Костянтин II, але вже як особистий титул. Так само останнього короля Італії Умберто II, називали королем Умберто II, а іноді Його Величністю.
До принців та князів, які є прямими нащадками правлячих монархів звертаються Ваша Королівська Вельможносте.
До князів, кровно не пов'язаних із монаршою родиною, до інших можновладних осіб, звертаються Ясновельможність, Ясний пане, Ваша Ясносте.
До представників шляхетного роду традиційно звертаються Вельможність, Вельможний пане, Мосьпане, тощо. Хоча цей вислів може стосуватися й до більш широкого кола осіб.
Деякі монархічні титули:
- Офіційна форма звертання до Папи Римського: Його Святість Папа [ім'я] або Святий Отець.
  - Повний титул Папи Римського: Його Святість [ім'я], єпископ Риму, вікарій Ісуса Христа, наступник Князя апостолів, Верховний понтифік Вселенської церкви, (Патріарх Заходу), Примас Італії, Архієпископ і митрополит Римської провінції, суверен міста-держави Ватикан, Слуга Божих слуг.
- Німецька імперія (до 1918 р.):
  - Його Імператорська і Королівська Величність Вільгельм II, з ласки Божої, німецький імператор і прусський король, маркграф Бранденбургу, бургграф Нюрнбергу, граф Гогенцоллерн, князь Сілезії і граф Глац, Великий князь Нижнього Рейну і Познані, князь Саксонії, Ангрії, Вестфалії, Померанії та Луненбурга, князь Шлезвіга, Гольштейну і Кроссену, князь Магдебурзький, Бременський, Гельдернський і Юліхський, Клівський і Бергзький, князь Вендів і Кашубів, Лауенбурга і Мекленбурга, ландграф Гессена і Тюрингії, маркграф Верхньої та Нижньої Лужиці, принц Оранський, князь Ругена, Східної Фризії, Падерборна і Пірмонта, принц Гальберштадту, Мюнстеру, Міндену, Оснабрюку, Гільдесгайму, Верденк, Камміна, Фульди, Нассау і Мерсу, князівський граф Геннеберга, граф Марки, Равенсберга, Гогенштейна, Текленбурга і Лінгена, граф Мансфельду, Зігмарінгену і Ферінгену, господар Франкфурта, тощо, тощо.
- Австро-Угорщина (до 1918 р.):
  - Його Імператорська і Королівська Апостольська Величність, Милістю Божою Імператор Австрії, Король Угорщини і Богемії, Далмації, Хорватії, Славонії, Галичини і Волині (Володомерії) та Іллірії; Король Єрусалиму, тощо; Архикнязь Австрії; Великий князь Тоскани та Кракова; Князь Лотарингії, Зальцбурґа, Штирії, Каринтії, Країни та Буковини; Великий Князь Трансильванії, Маркграф Моравії; Князь Верхньої і Нижньої Сілезії, князь Модени, Парми, П'яченци та Гуасталли, князь Аушвіца і Затора, Тешена, Фріуля, Рагуси і Зари; Принц-граф Габсбурґа і Тиролю, Кибурга, Гориці та Градишки; Принц Тренто і Бріксена; Маркграф Верхньої і Нижньої Лужици та Істрії; Граф Гогенемса, Фельдкірха, Брегенца, Соненберга і т. д.; Володар Трієста, Котора і Словенської Марки; Великий Воєвода Воєводства Сербії, тощо, тощо.

- Королівство Португалія (до 1910 р.):
  - Його Найвірніша Величність, Милістю Божою та Конституцією Монархії, Король (Королева) Португалії й обох Алгарве, з цього і того боку моря в Африці, Володар Гвінеї і Конкісти (завоювань), судноплавства та торгівлі в Ефіопії, Аравії, Персії й Індії, тощо.

- З'єднане Королівство Італії (до 1946 р.):
  - Його Величність, Милістю Божою та Волею Нації, король Італії, король Сардинії, Кіпру, Єрусалиму, Вірменії, князь Савойський, граф Мор'єнна, маркіз (Священної Римської імперії) в Італії, князь П'ємонта, Каріньяно, Онелья, Пойрино, Трино, князь і постійний вікарій Священної Римської імперії, принц Карманьола, Монмельяну з Арбеном і Франценом, принц-баїліф князівства Аоста, князь К'єрі, Дронеро, Крешентіно, Ріва-ді-К'єрі і Банна, Буска, Бене, Бра, князь Генуї, Монферрату, князь Шабле, Женеви, князь П'яченци, Каріньяно Івуа, маркиз Салуццо, Івреа, Сузи, Мари, Ористано, Чезани, Савони, Тарантезу, Боргоманеро і Куреджо, Казелле, Риволі, П'янецца, Говоне, Салуссола, Ракконіджі з Тегероне, Мільбруна і Моттуроне, Каваллермаджоре, Марене, Модан і Ланлебур, Ліворно-Феррарис, Сантія, Альє, Ченталло і Демонте, Дезана, Гемме, Вігоне, граф Бардже, Віллафранка, Байро, Ніцци, Танде, Ромон, Асті, Алессандрії, Гоцеано, Новари, Тортони, Боббіо, Суассона, граф Французької імперії, граф Сант-Антіоко, Полленцо, Роккабруна, Тричерро, Баїро, Озеньї, делла Апертоле, Барон Во і Фосіньї, маркізат Чеви, суверен Монако і Ментони, сеньйор (господар) Верчеллі, Пінероло, Ломелліни та Валле-Сесії, вельможа і патрицій Венеції, патрицій Феррари, хранитель Священної плащаниці, тощо.

- Королівство Греції (до 1973 р.):
  - Король Елінів (King of the Hellenes).
- Оттоманська імперія (до 1918 р.)
  - Султан, Падишах, Шах, Каган, голова Будинку Османів, султан султанів, хан ханів, вождь правовірних і наступник пророка Володаря Всесвіту, захисник святих міст Мекки, Медіни і Єрусалиму, султан Риму, імператор Константинополя, Адріанополя і Бурси, міст Дамаску й Каїра, всього Азербайджану, Магріса, Барки, Кайруана, Алеппо, арабського Іраку і Аджіма, Басри, Ель-Хаси, Ділена, Ар-Ракка, Мосула, Парфії, Діярбакира, Кілікії, вілайєта Ерзрум, Сивасу, Адани, Карамана, Вана, Барбарії, Абісинії, Тунісу, Триполі, Дамаску, Кіпру, Родосу, Канді, Вілайєта Мореі, Мармурового моря, Чорного моря та всіх його берегів, Анатолії, Румелії, Багдада, Курдистану, Греції, Туркестану, Татарії, Черкесії й двох областей Кабарди, Грузії, Кіпчацьких степів і всієї держави татар, Кафи і сусідніх країн, Боснії та її залежних країн, міста і фортеці Белград, вілайєта Сербії з усіма замками, фортецями й містами, всієї Албанії, всього Ефлаку і Богданії з усіма залежними країнами і кордонами, і багатьох інших країн і міст.

- Королівство Франція (до 1791 р.)
  - Благодаттю Божою, Християнський король Франції та Наварри, спів-князь Андорри, герцог Бретані, герцог Альбретський, Бурбон, Бомонт і Вендом, граф Фуа, Арманньяк, Комінгенс, Бігорр і Марль, лорд Беарна і Донезану; граф Провансу, Форкалк'єр та прилеглих земель; дофін з Віенуа, граф Валентинойса і Діоа
- Французька імперія (1805—1814 рр.)
  - Благодаттю Божою і Конституцією Республіки, імператор Французький, король Італії, протектор Рейнської конфедерації, медіатор Швейцарської Конфедерації.

- Королівство Бельгії
  - Його Величність Король бельгійців (Koning der Belgen).

В Бельгії архикнязь має титул Королівська Вельможність. Князі користуються стилем Ясновельможний або Монсеньор.
- Річ Посполита: Польща, Україна, Литва, Білорусь (до 1795 р.)
  - З Божої Ласки і волі народу, Захисник Віри (Його Православна Величність) король Польщі, Великий князь Литовський, Великий князь Руський, Прусський, Мазовецький, (Лівонський), Жмудський, Київський, Волинський, Подільський, Підляський, Інфлянтський, Смоленський, Сіверський, Чернігівський, (спадковий король шведів, готів та венедів) (а також князь Семигородський) та ін.

Православний король — титул, присвоєний у 1661 р. Королям Речі Посполитої. Папа Римський Олександр VII присвоїв його королю Яну Казиміру та його наступникам. Титул не був поширеним, оскільки «православний» неправильно (вузько) трактувався як той, що відноситься лише до православного населення Речі Посполитої. Хоча король Ян III Собеський використовував його у своїй титулатурі.
До українських гетьманів та їхніх дружин зверталися Ваша Ясновельможносте.
У 1918 році голова Української Держави Павло Скоропадський мав титул: Його Світлість Ясновельможний Пан Гетьман всієї України.
У 1938 році до голови Карпатської України Августина Волошина (який до цього був священником) Митрополит Андрій Шептицький звертався: Ваша Ексцеленціє Високопреподобний Отче Прем'єре.